# 永盛財務
永盛財務有限公司，簡稱永盛財務 （英語：SUN'S FINANCE COMPANY LIMITED，港交所除牌時0258.HK），在1973年成立，而股份在1982年7月26日於香港交易所主板上市。
當時經營財務等有限制牌照銀行，但在1988年12月9日，更名為湯臣投資有限公司（已被湯臣集團有限公司取代上市）之前，已故商人湯君年，以及徐楓一致進行收購，現時轉為香港和澳門經營房地產及股票投資業務。

## 外部連結
- 湯臣集團有限公司官方網站 （页面存档备份，存于）